# George Sackville, 4. Duke of Dorset

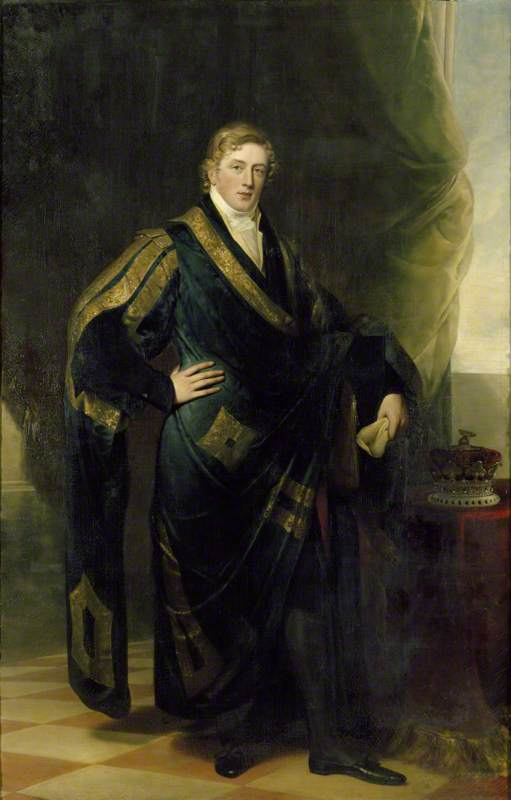
George Sackville, 4. Duke of Dorset

George John Frederick Sackville, 4. Duke of Dorset (* 15. November 1793; † 14. Februar 1815 bei Killiney Hill, County Dublin) war ein britischer Adliger und Politiker.

## Leben
Er war der einzige Sohn des John Sackville, 3. Duke of Dorset (1745–1799), aus dessen Ehe mit Arabella Diana Cope, Tochter des Sir Charles Cope, 2. Baronet. Als Heir apparent seines Vaters führte er zu dessen Lebzeiten den Höflichkeitstitel Earl of Middlesex.
Im Alter von nur fünf Jahren erbte er im Juli 1799 beim Tod seines Vaters dessen Adelstitel als 4. Duke of Dorset, 10. Earl of Dorset, 5. Earl of Middlesex, 10. Baron Buckhurst und 5. Baron Cranfield. Den mit den Titeln verbundenen Sitz im House of Lords konnte er erst einnehmen, nachdem er 1814 volljährig geworden war.
Er besuchte die Harrow School in London und schloss im Juni 1813 sein Studium am Christ Church College der Universität Oxford als Master of Arts ab.
Er wurde im April 1813 zum Captain des Sevenoaks and Bromley Regiment der Miliz von Kent ernannt, sowie im Juli desselben Jahres als Lieutenant-Colonel zum Kommandeur dieses Regiments befördert.
Im Februar 1815 stürzte er in Irland während einer Jagd vom Pferd und verletzte sich dabei tödlich. Er hatte sich kurz vorher mit Lady Elizabeth Thynne (1795–1866), Tochter des Thomas Thynne, 2. Marquess of Bath, verlobt, sein Tod kam der Eheschließung jedoch zuvor.
Da er kinderlos blieb, fielen seine Adelstitel an seinen Cousin Charles Sackville-Germain, 2. Viscount Sackville, als 5. Duke of Dorset. Seine wesentlichen Ländereien, einschließlich des Familiensitzes Knole House, fielen hingegen an seine jüngere Schwester Elizabeth Sackville-West, Countess De La Warr.